# Trionychoidea
Trionychoidea là một siêu họ rùa, bao gồm các loài thường được gọi là rùa mềm cũng như một số loài khác. Chúng được tìm thấy trên khắp các vùng ôn đới trên thế giới.